# Trichedocla
Trichedocla is een geslacht van wantsen uit de familie van de Reduviidae (Roofwantsen). Het geslacht werd voor het eerst wetenschappelijk beschreven door René Gabriel Jeannel in 1914.

## Soorten
Het genus bevat de volgende soorten:

- Trichedocla carpenteri (Miller, 1952)
- Trichedocla kenyensis Jeannel, 1919
- Trichedocla lipsi Villiers, 1976
- Trichedocla maynei Schouteden, 1931
- Trichedocla montana Jeannel, 1914
- Trichedocla nilotica (Miller, 1952)
- Trichedocla nyasana (Miller, 1952)
- Trichedocla pilosula (Distant, 1903)
- Trichedocla sexspinosa Villiers, 1972
- Trichedocla vanderysti Schouteden, 1931
- Trichedocla zavattarii Mancini, 1946